# Chloe Frazer
Chloe Frazer es un personaje ficticio de la serie Uncharted, desarrollado por Naughty Dog. Chloe, como el protagonista de la serie Nathan Drake, es una cazadora de tesoros. Introducida en Uncharted 2: El reino de los ladrones, donde tiene una historia romántica con Drake, más tarde aparece en Uncharted 3: La traición de Drake y se convierte en la protagonista principal de Uncharted: El legado perdido. Chloe se representa inicialmente como un personaje fuerte que se preocupa agresivamente por sus propios intereses, aunque en el transcurso de El legado perdido se convierte en una persona más heroica y desinteresada. Ella es interpretada por Claudia Black mediante su voz y captura de movimiento.
Chloe fue diseñada para proporcionar una contraparte más oscura a Drake, mientras que Black comparó su personalidad con la de Indiana Jones. El personaje fue bien recibido por los jugadores y la prensa, quienes notaron su independencia y sensualidad al tiempo que la consideraban única y divertida; El diseñador de personajes Justin Richmond declaró que ella era uno de sus personajes favoritos en la serie para crear.

## Diseño del personaje
Chloe Frazer fue diseñada para interpretar la personalidad de Nathan Drake, el protagonista principal de la serie Uncharted. A través de la interacción, saca a relucir facetas particulares de la personalidad de Drake. Amy Hennig, escritora de la serie, quería que Chloe actuara como un contraste de Drake, esencialmente actuando como una versión más oscura del personaje principal. También contrasta con Elena Fisher, quien actúa como la "niña buena" de Uncharted.
Chloe fue interpretada por Claudia Black. Para la serie, los actores de captura de movimiento actuaron como si estuvieran actuando en una película. La captura de movimiento se realizó en un escenario de sonido y el diálogo grabado durante este proceso se utilizó en el juego. La química y las interacciones entre Black y Nolan North, actor de voz de Drake, influyeron en la determinación de la personalidad de Chloe. Black comparó el proceso con una combinación de teatro, película y actuación de voz.
Chloe es de ascendencia india por parte de su padre y se crio en Australia. Es una aventurera impulsiva e imprudente. Es ingeniosa, taimada y divertida. Chloe también es un personaje muy atrevido sexualmente; cuando ella y Drake tienen una escena de amor, ella actúa como iniciadora. Al principio, parece que solo se preocupa por sus propios intereses, y se preocupa poco por nada que no sea su objetivo.
Chloe se usó mucho en la promoción de Uncharted 2: El reino de los ladrones, para mostrar el hecho de que los nuevos personajes eran fundamentales para la historia. Se mostró tan intensamente que al principio algunos pensaron que Fisher, la protagonista femenina del primer juego, no estaría en el segundo.

## Apariciones
Cerca del comienzo de Uncharted 2: El reino de los ladrones, Chloe y su socio Harry Flynn convencen a Drake para que ayude con el robo de un museo. Han sido contratados por un benefactor adinerado para robar una pieza de cerámica china antigua, que Kublai Khan le había dado a Marco Polo. Dentro de esta lámpara de cerámica hay un mapa y resina azul que revelan la ubicación de la flota perdida de Marco Polo. Sin que Flynn lo supiera, Chloe y Drake tenían una relación anterior en el pasado y reanudan su romance a espaldas de Flynn. Sin el conocimiento de Chloe, Flynn traiciona a Drake, quien termina en una cárcel turca donde permanece durante tres meses. Chloe finalmente diseña la liberación de Drake, junto con su socio Victor Sullivan. Luego, Chloe comienza a viajar con Flynn y el criminal de guerra Zoran Lazarevic. Ella descubre que están detrás de la legendaria ciudad de Shambhala y la piedra Chintamani, en busca de la inmortalidad. Ella actúa como una agente doble dentro de la organización criminal de Lazarevic, y aparentemente traiciona a Drake para mantener su "tapadera". Se encuentra con Drake en Nepal para ayudar a buscar la ubicación de Shambhala antes de que Flynn pueda encontrarla. Más tarde, Drake intenta rescatarla de un tren controlado por Lazarevic, pero ella se niega a ir con él, debido a que él trajo a Elena y Jeff antes. Ella aparece más tarde en el juego en un monasterio en el Himalaya, donde sigue a Drake y Lazarevic a la entrada de Shambhala, y ayuda a derribar al ejército de Lazarevic, mientras Drake detiene al líder él mismo. Al final del juego, al ver que Drake ama a Elena, los deja en las montañas.
Chloe regresa en Uncharted 3: La traición de Drake, trabajando con Nathan, Sully y el nuevo personaje Charlie Cutter para infiltrarse en el círculo íntimo de Katherine Marlowe, quien posee las pistas sobre los detalles del viaje de Sir Francis Drake a Arabia. Descubren que las pistas finales se encuentran en las criptas Crusader en Francia y Siria, y Nate envía a Chloe y Cutter a Siria para descubrirlas. Durante la búsqueda, los hombres de Marlowe los emboscan y se produce un tiroteo y una persecución. Aunque logran escapar con vida, Cutter se rompe una pierna y, posteriormente, Chloe se retira de la aventura para obtener ayuda médica de Cutter.
Chloe no aparece en la historia principal de Uncharted 4, sin embargo, durante los eventos iniciales del juego, se muestra que le envió una nota a Nathan, diciendo que está disponible si alguna vez volviera a buscar tesoros. Ella también está disponible para jugar como en el modo multijugador. Se reveló una expansión independiente, llamada Uncharted: El legado perdido con Chloe Frazer y Nadine Ross en una historia independiente aparte de los eventos de la serie Uncharted, ambientada después de los eventos de Uncharted 4 después de que Nadine se escape. En la expansión independiente, se revela la historia de fondo de Chloe. Su padre era un cazador de tesoros que, mientras buscaba el Colmillo de Ganesh, fue asesinado por bandidos cuando lo defendía. Luego, Chloe busca al Colmillo con la ayuda de Nadine mientras entra en conflicto con Asav y su insurgencia, así como con el antiguo ejército de Nadine, Shoreline. Más tarde se revela que inicialmente se asoció con el hermano de Nathan, Sam, enviándolo a hacer un reconocimiento por ella, pero cuando fue secuestrado por Asav, solicitó la ayuda de Nadine debido a su historial con Asav. Ella y Nadine luego descubren que Asav no estaba buscando el colmillo, sino que en realidad lo quería para poder venderlo por una bomba que luego puede usar para destruir la ciudad y desencadenar una guerra civil. Chloe, Nadine y Sam corren contra el tiempo y finalmente detienen a Asav y su ejército, salvando el día.

## Recepción
La mayoría de los críticos han recibido a Chloe Frazer de manera positiva, centrándose en su fuerza y sexualidad; a menudo la citan como un ejemplo excepcional de un personaje de videojuego femenino independiente. Tom Cross de Gamasutra llamó a Chloe una mujer fuerte y la comparó con Elika de Prince of Persia. Además, la llamó una "primera" en los videojuegos: una mujer heterosexual que acosa al protagonista masculino y muestra competencia y astucia: "Chloe Frazer se destaca por encima de todos los personajes de los videojuegos, pero en comparación con la mayoría de las mujeres en los juegos, ella es verdaderamente única". También la caracteriza como uno de "los personajes más divertidos, interesantes e inofensivos de los videojuegos". Cross también la citó como un personaje que refleja con precisión la naturaleza del deseo sexual humano y la frustración. GamesRadar nombró a Chloe "Miss 2009" de los "Nuevos personajes más sexys de la década", llamándola exótica y coqueta. Darren Franich de Entertainment Weekly la incluyó como una de las "15 mujeres de los videojuegos", describiéndola como "dura, divertida y propensa a las puñaladas por la espalda".
Claudia Black comentó que fue divertido interpretar a Chloe y que es esencialmente "Indiana Jones con un cabello bonito". El diseñador de juegos de Uncharted 2: El reino de los ladrones, Justin Richmond, llamó a Chloe su personaje favorito. Black fue nominada en los premios Spike Video Game Awards de 2009 en la categoría "Mejor voz" por su trabajo como Chloe.